# Joseph van Severdonck
Joseph van Severdonck (Brussel, 1819 - Schaarbeek,1905) was een Belgische kunstschilder.

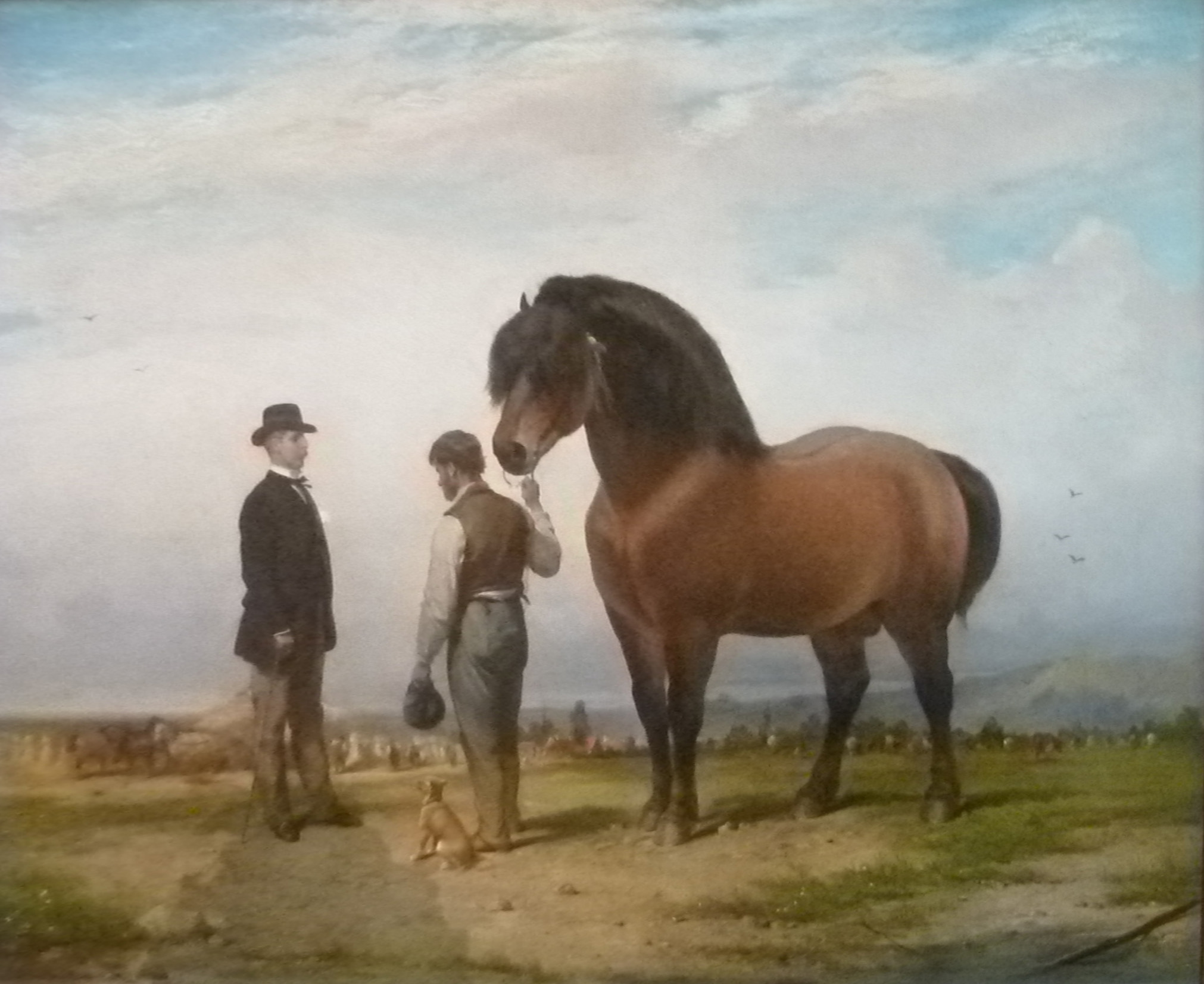
Geanimeerd oogstlandschap met paard en hond

Hij kreeg zijn opleiding aan de Koninklijke Academie voor Schone Kunsten van Antwerpen onder de historieschilder Gustaaf Wappers. Hij werd in 1865 leraar aan de Academie van Brussel in de specialiteit "tekenen naar antiek model" en vanaf 1875 de cursus "schilderen naar model". Hij gaf er onder andere les aan Géo Bernier, James Ensor, Vincent van Gogh en de Engelsman Walter Shaw Sparrow.
Vincent van Gogh had heel slechte herinneringen aan deze leraar. Hij achtte hem en Joseph Stallaert (een andere leraar) "geen dubbeltje waard" en hij wilde over deze hele academie "geen syllabe meer horen".
Hij specialiseerde zich in historische taferelen, militaire veldslagen, religieuze onderwerpen, portretten en genrestukken. Zoals zoveel schilders in zijn tijd, maakte hij ook enkele oriëntalistische schilderijen.
Hij werd leraar van koningin Maria Hendrika. Zijn werken behalen behoorlijke prijzen op kunstveilingen.

## Exposities
Hij nam regelmatig deel aan exposities: gouden medaille op het Salon van Brussel in 1851 en in 1859 op de tentoonstelling van Den Haag. Hij bekwam ook medailles op de tentoonstellingen in Keulen, Wenen en Philadelphia.

## Musea
Volgende musea bevatten zijn werken: KMSKB, Brussel (Lansiers op verkenning), Doornik, Montreal en New York. Er hangen eveneens schilderijen in verschillende kerken van België en Nederland.

## Enkele schilderijen
- Het Salomonsoordeel (ca.1850),
- 14 Staties, (Eglise de Notre Dame, Namur)
- Slag bij Gravelingen (1855)
- Verdediging van Doornik in 1581
- Maria-boodschap (1862)
- Verrezen Christus met kruis en wimpel, Sint-Niklaaskerk, Moere
- Stemming onder zigeuners
- Slag van Vucht, (Gerechtsgebouw, Gent )
- Aanval van de cavalerie (Koninklijk Legermuseum, Brussel)[1]